# Hylke (voornaam)
Hylke is een Friese jongensnaam. Een meisje wordt meestal Hylkje genoemd. Hylke is afgeleid van Hild, een verkorting van het Oud-Noorse Hildr en het Germaanse Hild voor strijd.
De Groningse variant, die alleen voor jongens wordt gebruikt, wordt geschreven als Hielke. In het Fries wordt voor de klank 'ie' als in Hielke altijd een 'y' geschreven.
De bekendste naamdrager is waarschijnlijk Hielke uit de boekenreeks over De Kameleon. Deze speelt zich in Friesland af, maar Hielke is dus geen Friese naam.
Verwante namen zijn onder andere Hidde en Hilde.
- Hylke
- Hylke (naam)
- Hylke (parochie)
- Hylke (plaats)
- Hylke (voornaam)
- Hylke Boerstra
- Hylke Jans Kingma
- Hylke Michiel Tromp
- Hylke Nauta
- Hylke Speerstra
- Hylke Tromp
- Hylke de Boer
- Hylke van Slooten
- Hylke van Sprundel
- Hylkema